# Петрівська сільська рада (Бобровицький район)
Петрі́вська сільська́ ра́да — адміністративно-територіальна одиниця та орган місцевого самоврядування в Бобровицькому районі Чернігівської області. Адміністративний центр — село Петрівка.

## Загальні відомості
- Населення ради: 955 осіб (станом на 2001 рік)

## Населені пункти
Сільській раді підпорядковані населені пункти:
- с. Петрівка

## Склад ради
Рада складається з 12 депутатів та голови.
- Голова ради: Малашта Микола Іванович
- Секретар ради: Капінос Наталія Миколаївна

### Керівний склад попередніх скликань
| Прізвище, ім'я, по батькові | Основні відомості                                                 | Дата обрання | Дата звільнення |
| --------------------------- | ----------------------------------------------------------------- | ------------ | --------------- |
| Малашта Микола Іванович     | Сільський голова, 1963 року народження, освіта вища, безпартійний | 26.03.2006   | 31.10.2010      |
| Малашта Микола Іванович     | Сільський голова, 1963 року народження, освіта вища, безпартійний | 31.10.2010   |                 |

Примітка: таблиця складена за даними сайту Верховної Ради України

### Депутати
За результатами місцевих виборів 2010 року депутатами ради стали:

#### За суб'єктами висування
| Суб'єкт висування            | Кількість обраних депутатів | %    |
| ---------------------------- | --------------------------- | ---- |
| Самовисування                | 7                           | 58,3 |
| Партія регіонів              | 4                           | 33,3 |
| Соціалістична партія України | 1                           | 8,3  |

#### За округами
| № округу                     | Прізвище, ім'я, по батькові      | Дата визнання обраним | Освіта  | Партійна приналежність                        | Відомості про обраного депутата                        |
| ---------------------------- | -------------------------------- | --------------------- | ------- | --------------------------------------------- | ------------------------------------------------------ |
| Партія регіонів              |                                  |                       |         |                                               |                                                        |
| 4                            | Рагулін Микола Васильович        | 01.11.2010            | вища    | член Партії регіонів                          | тимчасово не працює                                    |
| 8                            | Макаренко Олександр Григорович   | 01.11.2010            | вища    | член Партії регіонів                          | тимчасово не працює                                    |
| 10                           | Макаренко Олександр Миколайович  | 01.11.2010            | вища    | член Партії регіонів                          | тимчасово не працює                                    |
| 11                           | Хоменко Володимир Васильович     | 01.11.2010            | середня | член Партії регіонів                          | тимчасово не працює                                    |
| Соціалістична партія України |                                  |                       |         |                                               |                                                        |
| 5                            | Капінос Наталія Миколаївна       | 01.11.2010            | вища    | позапартійна                                  | Петрівська сільська рада, секретар                     |
| Самовисування                |                                  |                       |         |                                               |                                                        |
| 1                            | Капінос Віктор Петрович          | 01.11.2010            | вища    | член Політичної партії «Сильна Україна»       | Петрівська загальноосвітня школа І-ІІ ст., вчитель     |
| 2                            | Данькевич Валентина Іванівна     | 01.11.2010            | середня | позапартійна                                  | Петрівська сільська рада, землевпорядник               |
| 3                            | Ярош Тетяна Миколаївна           | 01.11.2010            | вища    | позапартійна                                  | Петрівська сільська рада, головний бухгалтер           |
| 6                            | Талавіра Віра Миколаївна         | 01.11.2010            | вища    | член Всеукраїнського об'єднання «Батьківщина» | ТОВ СГТ «Співдружність», бухгалтер                     |
| 7                            | Білановська Лідія Анатоліївна    | 01.11.2010            | вища    | позапартійна                                  | Петрівський фельдшерсько-акушерський пункт, зав. ФАПом |
| 9                            | Трохимченко Григорій Миколайович | 01.11.2010            | середня | член Політичної партії «Сильна Україна»       | тимчасово не працює                                    |
| 12                           | Калашник Наталія Петрівна        | 01.11.2010            | вища    | позапартійна                                  | ТОВ СГТ «Співдружність», робітник                      |